# Bradleya lordhowensis
Bradleya lordhowensis is een mosselkreeftjessoort uit de familie van de Hemicytheridae. De wetenschappelijke naam van de soort is voor het eerst geldig gepubliceerd in 1984 door Whatley, Downing & Harlow.